# Collabora Online
Collabora Online es un paquete de oficina en línea de código abierto desarrollado por Collabora Productivity, una división de Collabora. Está basada en el núcleo de LibreOffice, y permite la edición colaborativa de documentos de texto, hojas de cálculo y presentaciones.

## Historia
El antiguo equipo de LibreOffice de SUSE se unió a Collabora en septiembre de 2013 formando la filial Collabora Productivity. En 2015 Collabora junto con IceWarp anunció el desarrollo y la versión empresarial de LibreOffice Online para competir con Microsoft 365 y Google Docs. En diciembre de 2015 se anunció en Joinup la asociación de la empresa con ownCloud y el lanzamiento de CODE (Collabora Online Development Edition). El 2 de junio de 2016, la empresa lanzó Collabora Online 1.0 "Engine", que la empresa llama la primera versión de Collabora Online de grado de producción. El 2 de noviembre de 2016, la empresa lanzó CODE 2.0 que se convirtió en un editor colaborativo en tiempo real; anteriormente sólo una persona podía editar, las demás en el documento eran sólo observadores. En diciembre de 2017, la versión 3.0 de la Collabora Online Development Edition (CODE) ha sido lanzada.

## Características
Cualquier navegador web moderno puede acceder a Collabora Online para editar o editar de forma colaborativa documentos de texto, hojas de cálculo y presentaciones. No hay requisitos de complementos o extensiones. Las funciones colaborativas incluyen comentarios a los que otros usuarios pueden responder, y el historial de versiones del documento que permite la comparación de documentos y la restauración, entre otras cosas. Las funciones colaborativas avanzadas incluyen cosas como videollamadas integradas o chat mientras se editan documentos de forma colaborativa, esto es posible ya que Collabora Online se integra con la sincronización de archivos empresariales y las soluciones de intercambio en la nube como Nextcloud, ownCloud, Seafile y EGroupware.

### Formatos de archivo
Collabora Online admite el formato de documento abierto (odt, odp, ods), los formatos Office Open XML (docx, pptx, xlsx) y los formatos heredados de Microsoft Office (doc, ppt, xls). Otros formatos admitidos incluyen pdf, csv, rtf y epub. Se pueden importar Visio, Publisher, Keynote, Numbers, Pages y otros formatos de archivo.

#### Aplicaciones
- Collabora Online Writer - editor de texto.
- Collabora Online Calc: editor de hojas de cálculo.
- Collabora Online Impress - editor de presentaciones.
- Collabora Online Draw - editor de gráficos vectoriales.

Collabora Online se usa con frecuencia integrado con la sincronización de archivos empresariales y las soluciones en la nube para compartir que incluyen docenas de otras aplicaciones. 

### Servidor
Los servidores de Collabora Online pueden alojarse localmente o con un proveedor. Los servicios en la nube alojados localmente permiten que los datos permanezcan bajo el control de los respectivos usuarios.

## Repercusión
Collabora Online fue comentado en varias publicaciones on-line e impresas. En diciembre de 2016, el sitio web de tecnología Softpedia mencionó la disponibilidad de edición colaborativa en la versión 2.0 y la integración con ownCloud, Nextcloud y otras soluciones de FSS. El
sitio web de tecnología ZDNet informó en junio de 2020 que Collabora Online de la versión 19 de Nextcloud se entregará como un paquete estándar de oficina y que dentro del software de videoconferencia nativo ahora es posible la edición directa de documentos de Talk. El blog de tecnología OMG! Ubuntu! cubrió el lanzamiento de las aplicaciones de Android e iOS señalando la posibilidad de usarlas en modo fuera de línea u offline.